# La Chose authentique
La Chose authentique (The Real Thing) est une nouvelle d'Henry James, parue en avril 1892 dans le magazine britannique Black and White, et reprise l’année suivante dans le recueil The Real Thing, and Other Stories chez Macmillan, Londres.
La Chose authentique est une nouvelle sur le double thème des apparences et de l'essence des choses. 

## Résumé
Un jeune illustrateur, qui espère devenir un jour un portraitiste à la mode, engage comme modèles pour la réalisation de plusieurs vignettes destinées à orner un roman, les Monarch, un couple de bons bourgeois ruinés par de mauvaises transactions boursières.  Pour l'artiste, les Monarch représentent la « chose authentique » qui personnifie idéalement le type aristocratique dont il a besoin pour ses illustrations. Or, une fois les dessins entrepris, l’artiste se rend compte qu’il obtient de bien meilleurs résultats dans ses représentations des gens de la haute, quand il choisit, a contrario Oronte, un vulgaire Italien, et Miss Churm, une roturière des quartiers malfamés de Londres.
Convaincu, après qu’un ami le lui eut confirmé, que les Monarch ne lui sont d’aucuns secours dans sa tâche, et même qu’ils lui font perdre la qualité jusqu’alors constante de ses productions, l’illustrateur se décide à les remercier. Or, les Monarch sollicitent sa pitié et s'offrent à devenir ses serviteurs, moyennant une fraction du salaire qu'ils recevaient comme modèles. 

## Traductions françaises
- La Chose authentique, traduit par François Rosso, dans Le Chaperon : nouvelles, Paris, 10/18, coll. « Domaine étranger » no 2635, 1995
- La Chose authentique, traduit par Louise Servicen, dans Le Banc de la désolation, et autres nouvelles, Paris, Gallimard, coll. « Folio » no 3373, 2002
- La Chose authentique, traduit par Jean Pavans, dans Nouvelles complètes, tome III, Paris, Éditions de la Différence, 2008
- La Chose authentique, traduit par Pierre Fontaney, dans Nouvelles complètes, tome III, Paris, Gallimard, coll. « Bibliothèque de la Pléiade », 2011

## Sources
- Tales of Henry James: The Texts of the Tales, the Author on His Craft, Criticism sous la direction de Christof Wegelin et Henry Wonham (New York: W.W. Norton & Company, 2003)  (ISBN 0-393-97710-2)
- The Tales of Henry James par Edward Wagenknecht (New York: Frederick Ungar Publishing Co., 1984)  (ISBN 0-8044-2957-X)